# Brucella neotomae
Brucella neotomae je gramnegativní kokovitá bakterie z rodu Brucella. K infekci B. neotomae jsou vnímaví pouze hlodavci, na člověka a ostatní zvířata není přenosná. Jedná se o nepohyblivou, striktně aerobní, kataláza pozitivní, fuchsin negativní bakterii. Poprvé byla izolována u myší na pouštích v Utahu.